# Marco Thinius
Marco Thinius (* 25. März 1968 in Dahme/Mark) ist ein deutscher Fagottist und Schachspieler.

## Musik
Marco Thinius spielt das Solofagott in der Staatskapelle Weimar. Zusammen mit unter anderem Jan Doormann spielt er im Quartett Les Quatre Vents.

## Schach
Marco Thinius begann mit dem Schachspielen im Alter von neun Jahren, spielte in seiner Jugend jedoch lediglich Fernschach, weil er in einer Stadt aufwuchs, in der es keinen Schachverein gab. Zum Nahschach kam er erst im Alter von 17 Jahren.
Thinius spielte bis 1999 für den SV Empor Berlin, für den er in den Saisons 1991/92, 1992/93, 1993/94, 1996/97 und 1997/98 in der höchsten deutschen Spielklasse, der 1. Bundesliga, spielte und am European Club Cup 1997 teilnahm, von 1999 bis 2001 beim Erfurter SK in der 2. Bundesliga, von 2001 bis 2004 für den sächsischen Verein SK Großlehna, in der Saison 2004/05 für den SK König Tegel in der 2. Bundesliga und von 2005 bis 2014 für die Schachfreunde Berlin, bei diesen hatte er in den Saisons 2005/06, 2006/07, 2008/09, 2009/10, 2010/11 und 2012/13 Einsätze in der 1. Bundesliga. In der Saison 2014/15 ist er bei Empor Berlin gemeldet. In der österreichischen Staatsliga A spielte er in den Saisons 1998/99 und 1999/2000 für den SK Fürstenfeld.
Seit 2008 trägt er den Titel Internationaler Meister. Die notwendigen Normen erzielte er beim Berliner Sommer im August 1991, beim Olmützer Sommer im August 2003 sowie bei der 7. Offenen Bayerischen Meisterschaft in Bad Wiessee im November 2003, bei der er unter anderem Wladimir Burmakin besiegen konnte. Die notwendige Elo-Zahl von 2400 für den Titel erreichte er jedoch erst im Oktober 2008, so dass dieser ihm erst fast fünf Jahre nach dem Erreichen der letzten Norm verliehen werden konnte.